# Piz Giuv
Il Piz Giuv (3.096 m s.l.m.) è una montagna delle Alpi Glaronesi che si trova tra il Canton Uri ed il Canton Grigioni.

## Caratteristiche
Si trova circa tre miglia a nord del Passo dell'Oberalp. È contornato da tre vallate: la Fellital  e la Etzlital a nord e la Val Giuv a sud. Poco ad oriente del monte si trova il Piz Nair (3.059 m).

## Salita alla vetta
Si può salire sulla vetta partendo dall'Etzlihütte.